# Carlo Maria Badini
Carlo Maria Badini (Bologna, 2 giugno 1925 – Bologna, 19 aprile 2007) è stato un direttore teatrale italiano.
Dal 1964 al 1977 fu sovrintendente del Teatro Comunale di Bologna. Nel 1977 fu nominato sovrintendente del Teatro alla Scala a Milano succedendo a Paolo Grassi e vi restò fino al 1990 sostituito da Carlo Fontana. Sotto la sua sovrintendenza la Scala raggiunse (nel 1984) il pareggio di bilancio. Durante il suo mandato si sono avvicendati come direttori musicali Claudio Abbado (fino al 1986) e Riccardo Muti.